# Recettore del fattore di necrosi tumorale
Un recettore del fattore di necrosi tumorale o TNFR (sigla dell'inglese tumor necrosis factor receptor) è un recettore trimerico che lega il fattore di necrosi tumorale o TNF. Tale recettore opera insieme a proteine implicate nella trasduzione del segnale per determinare la risposta cellulare (ad esempio di tipo apoptotica o infiammatoria).
Dal momento che con TNF si intende solitamente il TNFα, con TNFR ci si riferisce ai recettori per tale sottotipo di fattore di necrosi tissutale, anche indicati come CD120. Esistono tuttavia numerosi altri membri di questa famiglia di recettori che legano altri sottotipi di TNF.

## Classificazione
La famiglia dei recettori per il TNF include:
| Tipo      | Proteina                                     | Gene      |
| --------- | -------------------------------------------- | --------- |
| 1 (CD120) | CD120a o TNFRSF1A                            | TNFRSF1A  |
| 1 (CD120) | CD120b o TNFRSF1B                            | TNFRSF1B  |
| 3         | Recettore per la beta-linfotossina o TNFRSF3 | LTBR      |
| 4         | CD134 o TNFRSF4                              | TNFRSF4   |
| 5         | CD40 o TNFRSF5                               | CD40      |
| 6         | FAS o TNFRSF6                                | FAS       |
| 6         | TNFRSF6B                                     | TNFRSF6B  |
| 7         | CD27 o TNFRSF7                               | CD27      |
| 8         | CD30 o TNFRSF8                               | TNFRSF8   |
| 9         | CD137 o TNFRSF9                              | TNFRSF9   |
| 10        | TNFRSF10A o DR4                              | TNFRSF10A |
| 10        | TNFRSF10B o DR5                              | TNFRSF10B |
| 10        | TNFRSF10C                                    | TNFRSF10C |
| 10        | TNFRSF10D                                    | TNFRSF10D |
| 11        | RANK                                         | TNFRSF11A |
| 11        | Osteoprotegerina                             | TNFRSF11B |
| 12        | TNFRSF12A o Fn14                             | TNFRSF12A |
| 13        | TNFRSF13B                                    | TNFRSF13B |
| 13        | TNFRSF13C                                    | TNFRSF13C |
| 14        | TNFRSF14                                     | TNFRSF14  |
| 16        | LNGFR o TNFRSF16                             | NGFR      |
| 17        | TNFRSF17                                     | TNFRSF17  |
| 18        | TNFRSF18                                     | TNFRSF18  |
| 19        | TNFRSF19                                     | TNFRSF19  |
| 21        | TNFRSF21 o DR6                               | TNFRSF21  |
| 25        | TNFRSF25 o DR3                               | TNFRSF25  |
| 27        | Recettore dell'ectodisplasina 2 o TNFRSF27   | EDA2R     |